# Dnevno
Dnevno.hr je hrvatski web portal sa sjedištem u Zagrebu. Osnovan je 2012.

## Povijest portala
Osnovao ga je poduzetnik Michael Ljubas 2012. Od 2013. izlazi i politički tjednik 7Dnevno. Portal je 2017. preuzela Marija Dekanić, članica Hrvatske narodne stranke.

## O portalu
Portal ima devet kronika, od kojih većina ima po nekoliko potkronika. To su:
1. Vijesti: Hrvatska, Svijet, Regija, Crna kronika, Komentari, Dnevni detektor 

2. Novac 

3. Šport: Nogomet, Borilački športovi, Sportstyle, Navijači, Košarka, Športski muzej, Tenis, Ostali športovi 

4. Domovina 

5. Magazin: Lifestyle, Zanimljivosti, Moda i ljepota, Mame i bebe, Kuharica, Moj dom, V.I.P. Studio, Glazba, TV, Auto-moto, Techno, Kultura 

6. Planet X 

7. Zdravlje 

8. Zagreb 

9. Vjera: Brak i obitelj, Božja ljekarna, Duhovnost, Iz života Crkve, Pro-life, Svjedočanstva, Vjera kultura i znanost, Pomozi bližnjem

## Vanjske poveznice
Dnevno, Facebook stranica
Dnevno, Twitter stranica
Dnevno, YouTube kanal